# Struma (anatomia)
Struma (l. mn. strumae) – kopcowaty lub guzkowaty wyrostek ściany ciała, pokryty chalazae bądź kolcami. Struktura charakterystyczna dla larw chrząszczy z rodziny biedronkowatych.